# Villa Soutine
La villa Soutine est une voie du 14e arrondissement de Paris, en France.

## Situation et accès
La villa Soutine est une voie privée située dans le 14e arrondissement de Paris. Elle débute au 47, avenue René-Coty et se termine en impasse.

## Origine du nom
Elle porte le nom du peintre français Chaïm Soutine (1893-1943).

## Historique
La voie est créée dans le cadre de l'aménagement de la zone d'aménagement concerté Alésia-Montsouris sous le nom provisoire de « voie AI/14 » et prend sa dénomination actuelle par décret municipal du 11 juin 2003.